# 配電盤茨城団地
配電盤茨城団地（はいでんばんいばらきだんち）は、茨城県古河市の下大野にある内陸型工業団地。ここでは、配電盤茨城団地協同組合が造成・運営する配電盤茨城団地（下大野2000番）と、その周辺地区に集積した企業を解説する。

## 概要
関東平野のほぼ中央、あるいは、いまの古河市の中部・下大野にある平地の内陸型工業団地。広さはおよそ26.6ha（周辺地区含む）あるいは14.7ha（団地内のみ）。在京の配電盤製造およびその関連業者21社からなる配電盤茨城団地協同組合によって各社の工場拡張のため、1964年に2025年現在の位置に団地造成。配電盤・分電盤・受変電設備・制御盤や関連部材の工場のほか、板金加工、樹脂フィルム・シート加工、木材加工などの工場も含まれる。
団地の愛称は「テクノパーク古河」。JR東日本古河駅から東へおよそ6km。南北を縦断する新4号国道に近い。

## 沿革
（企業名は一部を例示）
- 1962年（昭和37年）3月26日 - 配電盤茨城団地協同組合設立[2]
- 1962年（昭和37年）12月13日 - 配電盤茨城団地協同組合により造成開始（地鎮祭）[2]
- 1964年（昭和39年）8月 - 宇賀神電機 古河第一工場落成[6]
- 1964年（昭和39年）8月 - 白川電機製作所 大型組立設備工場完成・生産開始[7]
- 1964年（昭和39年）9月 - キムラ電機 生産部門移転、茨城工場として稼動[8]
- 1964年（昭和39年）10月3日 - 団地の主要施設竣工。落成式[2]
- 1964年（昭和39年）10月 - 荏原電機工業 茨城工場竣工、同時操業開始[9]
- 1965年（昭和40年）2月 - 光商工 茨城工場完成[10]
- 1970年（昭和45年）12月 - 宇賀神電機 古河第二工場落成[6]
- 1971年（昭和46年）8月 - 荏原電機工業 茨城第2工場竣工、同時操業開始[9]

- 1973年（昭和48年）3月 - 宇賀神電機 古河第三工場落成[6]
- 1973年（昭和40年）3月 - 光商工 新工場完成[10]
- 1977年（昭和52年）1月 - 鶴田電機本社工場完成（団地隣接地）
- 1982年（昭和57年）9月 - キムラ電機 茨城新工場竣工稼動[8]
- 1987年（昭和62年）10月 - 龍田化学（マルト）茅ヶ崎工場を当地に移転[11]
- 1988年（昭和63年）3月 - 宇賀神電機(株) 古河第四工場落成[6]
- 1995年（平成7年）9月 - キムラ電機(株) 総合試験棟竣工稼動[8]
- 2012年（平成24年）10月 - 団地"愛称"を「テクノパーク古河」とする[2]
- 2024年（令和6年）7月 - 宇賀神電機 古河新第二工場落成[6]

## 主な企業
古河市工業会の会員企業名簿、組合ホームページ　などから。
- 荏原電機工業
- 宇賀神電機
- イノベックス（日本ウェーブロック）
- 龍田化学
- キムラ電機
- 白川電機製作所
- 光商工
- 鶴田電機（団地北側隣接）

## 交通

### 鉄道
- 最寄駅はJR東日本の東北本線（宇都宮線・上野東京ライン・湘南新宿ライン）古河駅。当駅東口から約6km。

### 路線バス
- 古河駅東口からジェイアールバス関東乗車。「原山本町」などで下車

### 道路
- 新4号国道柳橋交差点から約2km（茨城県道56号つくば古河線を西へ。茨城県道・栃木県道190号境間々田線・茨城県道250号古河総和線経由）
- 首都圏中央連絡自動車道五霞インターチェンジから約12km（新4号国道経由）、あるいは境古河インターチェンジから約9km[5]